# Mastite
Mastite é a inflamação da glândula mamária, caracterizada pela sensibilidade a dor do mamilo, vermelhidão e inchaço da mama. Quando ocorre no pós-parto (puerpério) causada pela amamentação é denominada como mastite puerperal. Pode ser infecciosa, geralmente pela flora normal da pele (estreptococos e estafilococo), ou causada por alguma obstrução dos ductos mamários. A mastite também pode, embora raramente, ocorrer em homens. A mastite pode ser um sintoma de um câncer de mama, geralmente em mulheres com mais de 45 anos e que não amamentam. A mastite puerperal pode ser prevenida com uma técnica adequada de amamentação, massagem e bicarbonato.
A mastite é também uma condição muito comum na medicina veterinária, amplamente descrita em vacas, búfalas e cabras. É mais frequente nas ordenhas mecânicas, excessivas ou com equipamento inadequado.

## Tipos

### Mastite Puerperal

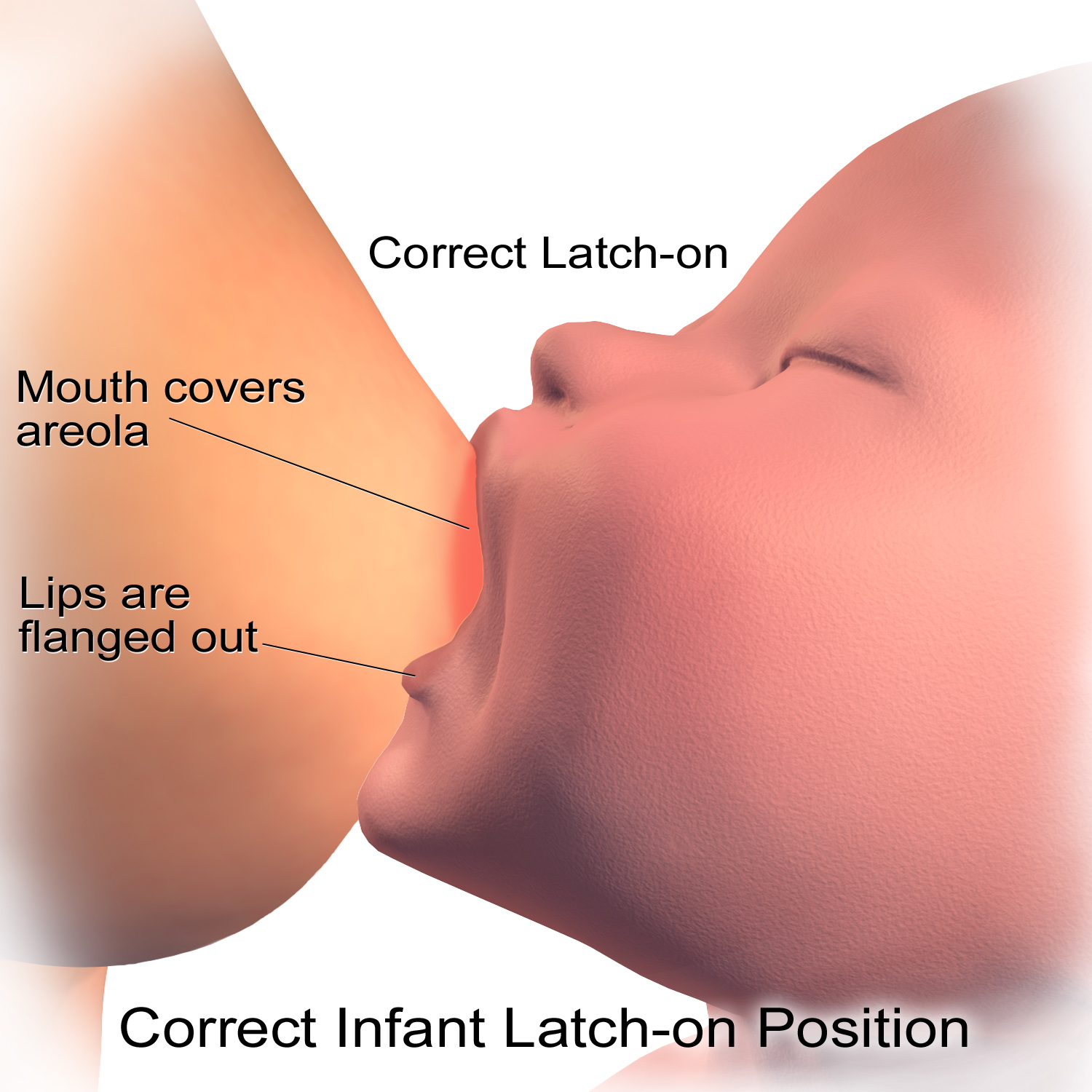
Técnica correta de amamentação, com a boca cobrindo a aréola, mas os lábios livre.

É o tipo mais comum de mastite afetando entre 5 e 33% das mães durantes os primeiros meses de amamentação. Uma técnica inadequada de amamentação e com frequência e drenagem insuficientes são os principais fatores de riscos. Causada pela obstrução dos ductos mamários no período da amamentação. Pode causar áreas dolorosas nas mamas ou nos mamilos causando febre. Amamentar é a maneira mais eficaz de remover a obstrução e aliviar os sintomas, e não é prejudicial ao bebê.
A presença das rachaduras nos mamilos causadas pela amamentação aumenta a probabilidade da infecção. Em alguns casos a febre pode tornar-se severa, requerendo tratamento antibiótico. Em 10% dos casos os abcessos necessitam ser drenados cirurgicamente. Massagem e aquecimento local antes da amamentação são indicados pelo favorecimento na abertura dos ductos.

### Mastite não-puerperal
Em muitos casos a mastite não-puerperal começa como uma inflamação não bacterial. Quando se torna cronica, requer intervenção cirúrgica repetidamente. Na maioria dos casos o tratamento antibiótico é eficaz.

## Sinais e Sintomas
A mama inflamada pode apresentar:
- Inchaço;
- Rubor;
- Calor;
- Dor ou queimação;
- Sensibilidade ao toque;
- Nódulos endurecidos.

Uma infecção pode causar febre e mal estar generalizado e complicar com a formação de abscessos.

## Diagnóstico
O diagnóstico de mastite e abscessos mamário geralmente pode ser feito apenas com um exame físico. Em caso de suspeita de tumor, uma ecografia ou mamografia pode esclarecer as dúvidas. Em casos de mastite infecciosa resistente ao tratamento, podem ser necessários culturas para determinar as resistências do organismo que está causando a infecção.

### Diagnóstico diferencial
Há um tipo raro de câncer de mama inflamatório, bastante agressivo, que apresenta sintomas de mastite. Conseqüentemente, se os sintomas da mastite persistem após o tratamento, deve-se realizar uma biópsia e exames de imagem.

## Tratamento
Na mastite puerperal, o esvaziamento frequente de ambas as mamas pela amamentação em posições diferentes é essencial. Pode-se prevenir reinfecções com uma adequada limpeza do local com bicarbonato.
Para mulheres que amamentam com mastite leve, massagem e aplicação de calor antes da alimentação podem ajudar a desobstruir os ductos. No entanto, em casos mais severos de calor e massagem podem piorar a dor e as compressas frias são mais adequadas para conter a inflamação. Nas mastites puerperais, os antibióticos geralmente não são necessários. Antibióticos só devem ser usados apenas quando há sinais de infecções bacterianas. Dicloxacilina ou cefalexina são possíveis eleições. Os abscessos devem ser drenados e tem alta chance de reincidir.